# Laško
Laško (německy Tüffer) je obec a lázeňské městečko v Dolním Štýrsku ve východním Slovinsku. Leží na hlavním železničním tahu spojujícím hlavní město Lublaň s druhým největším městem Mariborem. Historické centrum obce se nachází na levém břehu řeky Savinji v úzkém údolí pod vrchem Hum. Území je osídleno od doby železné. Laško je v historických pramenech zmiňováno od 13. století. Mezi architektonické památky patří románský farní kostel Svatého Martina a nad městem položený hrad Tabor. V současné době je Laško známo především díky pivovaru založenému v roce 1825 a lázním, které byly ve městě postaveny v polovině 19. století díky teplým minerálním pramenům. Malebná kopcovitá krajina v okolí Laška je vhodná pro pěší a cykloturistiku.
Město je správním střediskem občiny Laško.